# Edwin Albrich
Edwin Albrich est un médecin autrichien, né le 13 juillet 1910 à Schruns (Autriche) et décédé le 18 septembre 1976 à Innsbruck (Autriche).

## Biographie
Edwin Albrich est le fils de Karl August Albrich, vétérinaire et citoyen d'honneur de Schruns où il suivit ses études primaires. Après des études secondaires à Dornbirn, puis  à Innsbruck, il rejoint l'équipe de Hans Eppinger à Vienne (Hans Eppinger sera médecin de camp à Dachau). En 1933, il rejoindra alors le parti nazi.
Durant la Seconde Guerre mondiale Albrich fut le médecin personnel du premier ministre fasciste roumain Ion Antonescu.
En 1943, Albrich, en tant que professeur de l'université de Vienne, énonça l'importance de la détection précoce des maladies et des méthodes de guérison par les voies de la médecine naturelle.
Après la guerre, il lui fut interdit d'exercer et c'est en 1948, qu'il reçut l'autorisation d'exercer de la médecine.
En 1950, il créa un établissement de cure à Schruns dans la vallée de Montafon.

## Publication
- Die Bedeutung der B-Vitamine für die Permeabilität der Capillaren : (Zugl. e. Beitr. zum Nephrose-Nephritis-Problem) / (1943), Edwin Albrich, Aus : Ergebnisse d. inneren Medizin u. Kinderheilkunde. Bd 63.